# موسکا (کلرادو)
موسکا (به انگلیسی: Mosca) یک منطقهٔ مسکونی در ایالات متحده آمریکا است که در شهرستان آلاموسا، کلرادو واقع شده‌است. موسکا ۲٬۳۰۴ متر بالاتر از سطح دریا واقع شده‌است.